# آتش‌باز
آتش‌بازان یا آتش‌افروزان بازیگران دوره‌گرد یا دسته ای از نوروزخوانان بودند که با لباس‌های رنگارنگ غالباً مضحک و آرایش غلیظ به آتش‌بازی، خواندن آواز و رقص می‌پرداختند. اینان با رقص و آوازخوانی و پرداختن به طنز و هجو و لودگی، ضمن سرگرم کردن مردم، نوروز و بهار را نوید می‌دهد.

## پیشینه
آتش‌بازها با صورت‌های سیاه کرده از دوده در هر کوی و برزن به آتش‌بازی می‌پرداختند و در شادی شب‌های قبل از سال نو سهیم بودند. آتش‌باز کلاهی بوقی بر سر می‌گذاشت، یک ظرف نفت و چند مشعل به‌دست می‌گرفت، مشعل‌ها را آتش می‌زد و در دهان فرو برده و خاموش می‌کرد. نفر دوم همراه آتش‌باز نیز خود را به همان شکل آتش‌باز می‌آراست، دو تخته چوب به‌دست می‌گرفت و برهم می‌کوفت. آن‌ها در کوچه و بازار به راه می‌افتادند و این عبارت را می‌خواندند: «عیار آتش‌بازم، میل به آتش دارم.»

## دیگر کارهای آتش‌باز
آتش‌باز گاهی مقداری نفت در دهان می‌ریخت و درحالی که آن را به شدت و با مهارت بر روی مشعل آتش می‌پاشید، چنان می‌نمود که انبوهی شعله را از دهان خارج می‌سازد. آتش‌بازها بیشتر در بازار و جلوی دکان‌ها به هنرنمایی می‌پرداختند و نیازشان را از مغازه‌داران می‌گرفتند. در هر محله و کوی، گروهی از بچه‌ها نیز جست و خیز کنان همراه‌شان بودند و برای‌شان شعر می‌خواندند. در استان گیلان به این مراسم پیشواز نوروز «عیار آتش‌باز» یا «غول آتش‌باز» می‌گویند.